# Ксензов, Сергей Иванович
Сергей Иванович Ксензов — советский военный деятель, организатор и участник партизанского движения в Великой Отечественной войне.

## Биография
Родился в 1912 году в деревне Киселёвка (Мстиславский район Могилёвской области). Член КПСС.
Окончил Мстиславское педагогическое училище.
С 1939 года — директор школы города Слуцка Минской области.
Участник Великой Отечественной войны: политрук, командир отряда особого назначения в партизанском соединении дважды Героя Советского Союза А. Ф. Федорова, помощник начальника штаба по разведке, комиссар отряда «Червоный» в соединении Героя Советского Союза генерал-майора М. И. Наумова, командир диверсионно-разведывательного отряда во Львовской области, начальник штаба и заместитель командира чехословацкой бригады имени Яна Налепки
Окончил Могилевский педагогический институт и ВПШ при ЦК КПСС.
В послевоенное время — заместитель директора Тельмановской МТС, секретарь Мстиславского райкома КП Белоруссии, директор Ходосовской средней общеобразовательной школы.
Постановлением Госсовета ПНР от 17.01.1964 за номером 0/27 был удостоен Золотого Креста Virtuti Militari.
Заслуженный педагог Белорусской ССР, отличник народного образования БССР.
Умер в 2005 году в Ходосе.

## Награды
- Орден Ленина
- Орден Красного Знамени
- Орден Отечественной войны I степени (дважды)